# Miroslav Kubicka
Miroslav Kubicka (født 1951 i Pisek, Tjekkiet) er en tjekkisk komponist og lærer.
Kubicka studerede komposition på Academy of Perfoming Arts i Prag hos Jiri Pauer. Studerede videre i Italien hos Franco Donatoni, og tog herefter videregående studier på Musikkonservatoriet i Prag. Han har skrevet en symfoni, sinfonietta, orkesterværker, kammermusik, koncertmusik, vokalmusik og musikstykker til børn. Kubicka blev lærer på Muskkonservatoriet "Jan Deyl" i Prag.

## Udvalgte værker
- Symfoni nr. 1 (1977-1980) - for orkester
- Sinfonietta "Børnenes" (1977) - for kammerorkester
- Klaverkoncert - (19?) - for klaver og orkester
- 4 Strygerkvartetter (19?)